# Look Who’s Talking (Dr. Alban-album)
A Look Who’s Talking című album a nigériai Dr. Alban 3. stúdióalbuma. Az albumról 3 dal jelent meg kislemezen.

## Tracklista
- Hard Pan Di Drums
- Look Who’s Talking
- Free Up Soweto
- Away From Home
- Gimme Dat Lovin
- Let The Beat Go On
- Fire
- Home Sweet Home
- Go See The Dentist
- Sweet Little Girl
- Plastic Smile
- Awillawillawillahey
- Look Who’s Talking (Stone’s Radio)

## Közreműködő művészek
- Nana Hedin, Big John, James Gicho, Kofi Bentsi Enchill, King B. – vokál
- Chuck Anthony – gitár
- Stonebridge, Nick Nice – remixek

## Slágerlista

### Heti összesítések
| Slágerlista (1994)                           | Legjobb helyezések |
| -------------------------------------------- | ------------------ |
| Ausztria (Ö3 Austria Top 40)                 | 7                  |
| Hollandia (Dutch Charts Album Top 100)       | 28                 |
| Németország (Offizielle Top 100)             | 7                  |
| Norvégia (VG-lista Album Top 40)             | 13                 |
| Svédország (Sverigetopplistan Top 60 Albums) | 11                 |
| Svájc (Schweizer Hitparade Top 100 Albums)   | 8                  |

### Év végi összesítések
| Slágerlista (1994)                 | Helyezések |
| ---------------------------------- | ---------- |
| Austrian Albums (Ö3 Austria)       | 40         |
| German Albums (Offizielle Top 100) | 43         |

## Eladások és minősítések
| Régió | Minősítés | Eladott példányszám |
| --- | --------- | ------------------- |
| Ausztria (IFPI Austria)                                                                                            | arany     | 25 000*             |
| Finnország (Musiikkituottajat)                                                                                     | arany     | 23,731              |
| Svédország (GLF)                                                                                                   | arany     | 50 000^             |
| * Eladási példányszámok kizárólag a minősítés alapján. ^ Kiszállítási példányszámok kizárólag a minősítés alapján. |           |                     |